# Vytenis Tomkus
Vytenis Tomkus (* 1. März 1980 in Kaišiadorys) ist ein litauischer konservativer Politiker und Wirtschaftsjurist, ehemaliger Bürgermeister. 

## Leben
Von 1988 bis 1998 absolvierte Tomkus die 1. Mittelschule Kaišiadorys und von 1988 bis 1994 die Ausbildung an der Kindermusikschule der Stadt. Anschließend begann er ein Bachelorstudium der Verwaltung an der Vytauto Didžiojo universitetas in Kaunas, welches er 2002 abschloss. Zeitgleich besuchte er die Stasys-Raštikis-Militärschule Litauens und wurde ebenfalls 2002 zum Leutnant ernannt. An der gleichen Universität schloss er 2005 das Masterstudium des Handelsrechts ab und begann ein anschließendes Magisterstudium, welches er 2007 beendete.
Ab 2004 war Tomkus Verwaltungsleiter des Kreditinstituts des Bistums Kaišiadorys (Kaišiadorių kredito unija). 2005 wurde er Mitglied einer Kommission der Vereinigung der litauischen Kreditinstitute (Lietuvos centrinė kredito unija, LCKU). 2009 begann er als Jurist und übernahm im darauffolgenden Jahr die Leitung einer Unterabteilung der LCKU in Kaunas. 
Bei den Kommunalwahlen in Litauen 2015 wurde er Bürgermeister von Kaišiadorys. Von 2015 bis 2023 war er Bürgermeister der Rajongemeinde Kaišiadorys.
Tomkus ist Mitglied der TS-LKD.

## Familie
Tomkus ist verheiratet mit der Biotechnologin Miglė. Zusammen haben sie eine gemeinsame Tochter.